# غويمار
بلدية غويمار (بالإسبانية: Güímar) هي بلدية تقع في مقاطعة سانتا كروث دي تينيريفه التابعة لمنطقة جزر الكناري جنوب غرب إسبانيا.

## الديموغرافيا
بلغ عدد سكان بلدية غويمار 18.131 نسمة عام 2011 (وفقاً للمعهد الوطني للإحصاء الإسباني).
| 14.014 | 14.306 | 15.920 | 16.489 | 16.837 | 17.662 | 18.131 |

## توأمة
لغويمار اتفاقيات توأمة مع:
- كانديلاريا

## أعلام
- دومينغو بيريز كاسيريس
- بيدرو غيرا
- لازارو غونزاليس دي أوكامبو